# Northampton County (Virginia)
Northampton County ist ein County im Bundesstaat Virginia der Vereinigten Staaten. Bei der Volkszählung im Jahr 2020 hatte das County 12.282 Einwohner und eine Bevölkerungsdichte von 22,9 Einwohnern pro Quadratkilometer. Der Verwaltungssitz (County Seat) ist Eastville.

## Geographie
Northampton County liegt im Süden auf der Virginia vorgelagerten Delmarva-Halbinsel an der Chesapeake Bay und hat eine Fläche von 2060 Quadratkilometern, wovon 1523 Quadratkilometer Wasserfläche sind. Es grenzt im Norden an das Accomack County.

## Geschichte
Gebildet wurde es 1634 als Accomac Shire. Einige Jahre später wurden die shires in Original County umgewandelt und gelegentlich auch umbenannt, so auch das Northampton County. Von der Kolonialzeit bis heute stand die Produktion von Agrarprodukten an erster Stelle. Die ersten Farmer pflanzten auch Tabak an und später kam die Viehzucht hinzu. Die meisten Tiere grasten frei auf der Halbinsel, da das Meer eine natürliche Barriere bildete. Die vielen kleine Flüsse dienten als Wasserstraßen um die Produkte bis an die Chesapeake Bay oder den Atlantik zu transportieren. 1880 wurde in dieser Gegend die erste Eisenbahnlinie gebaut und entlang der Schienen bildeten sich neue Ansiedlungen.

## Demografische Daten

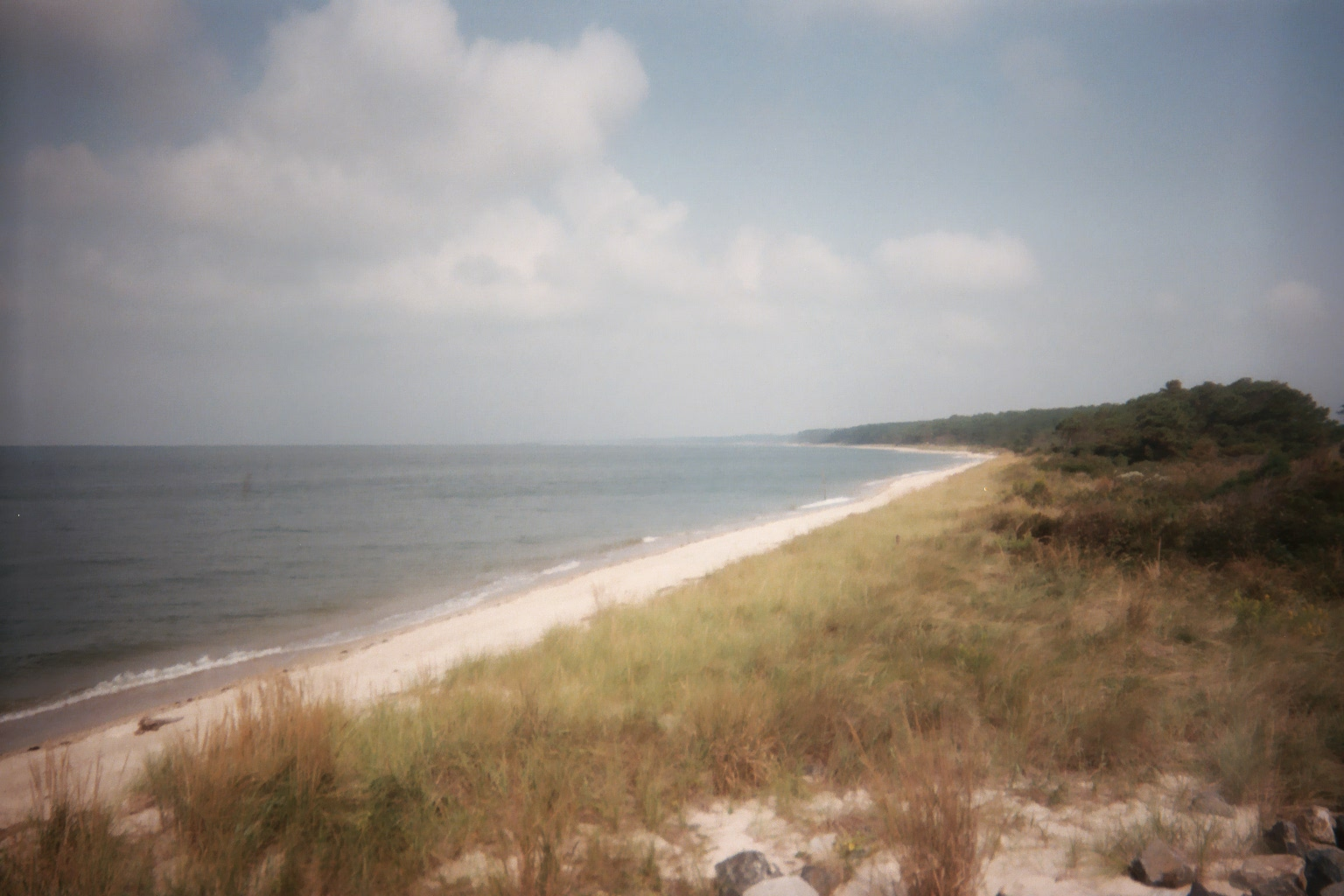
Fisherman Island

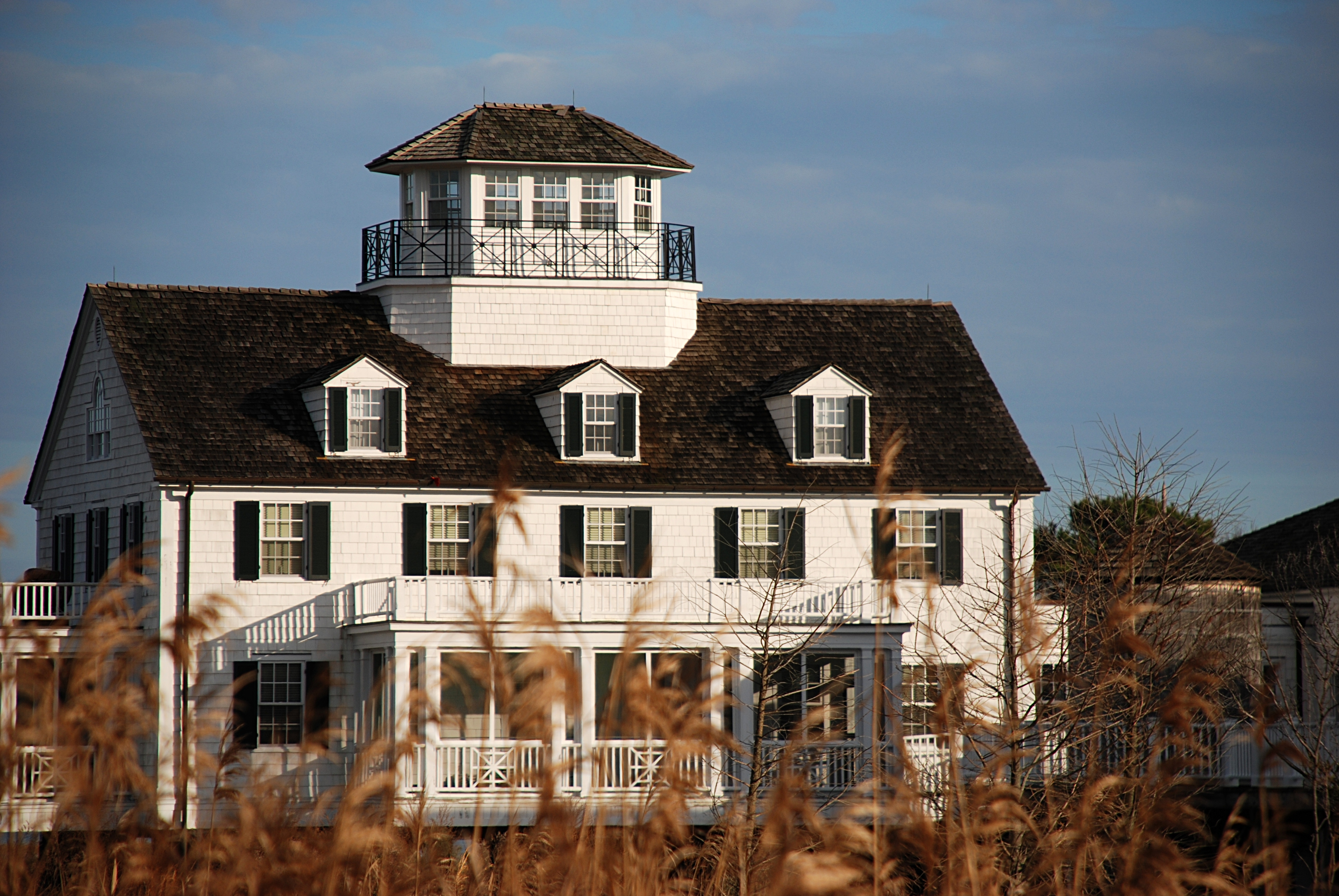
Cobb Island Station auf Cobb Island, bis 1964 Gebäude der Küstenwache

Alterspyramide des Northampton County

Nach der Volkszählung im Jahr 2000 lebten im Northampton County 13.093 Menschen. Davon wohnten 367 Personen in Sammelunterkünften, die anderen Einwohner lebten in 5.321 Haushalten und 3.543 Familien. Die Bevölkerungsdichte betrug 24 Einwohner pro Quadratkilometer. Ethnisch betrachtet setzte sich die Bevölkerung zusammen aus 53,29 Prozent Weißen, 43,03 Prozent Afroamerikanern, 0,17 Prozent amerikanischen Ureinwohnern, 0,20 Prozent Asiaten, 0,02 Prozent Bewohnern aus dem pazifischen Inselraum und 2,12 Prozent aus anderen ethnischen Gruppen; 1,17 Prozent stammten von zwei oder mehr ethnischen Gruppen ab. 3,47 Prozent der Bevölkerung waren spanischer oder lateinamerikanischer Abstammung.
Von den 5.321 Haushalten hatten 25,7 Prozent Kinder und Jugendliche unter 18 Jahre, die bei ihnen lebten. 45,3 Prozent waren verheiratete, zusammenlebende Paare, 17,5 Prozent waren allein erziehende Mütter, 33,4 Prozent waren keine Familien, 29,4 Prozent waren Singlehaushalte und in 15,6 Prozent lebten Menschen im Alter von 65 Jahren oder darüber. Die Durchschnittshaushaltsgröße betrug 2,39 und die durchschnittliche Familiengröße lag bei 2,94 Personen.
Auf das gesamte County bezogen setzte sich die Bevölkerung zusammen aus 23,3 Prozent Einwohnern unter 18 Jahren, 7,1 Prozent zwischen 18 und 24 Jahren, 23,6 Prozent zwischen 25 und 44 Jahren, 24,8 Prozent zwischen 45 und 64 Jahren und 21,2 Prozent waren 65 Jahre alt oder darüber. Das Durchschnittsalter betrug 42 Jahre. Auf 100 weibliche Personen kamen 87,9 männliche Personen. Auf 100 Frauen im Alter von 18 Jahren oder darüber kamen statistisch 84,1 Männer.

Das jährliche Durchschnittseinkommen eines Haushalts betrug 28.276 USD, das Durchschnittseinkommen der Familien betrug 35.034 USD. Männer hatten ein Durchschnittseinkommen von 26.842 USD, Frauen 21.839 USD. Das Prokopfeinkommen betrug 16.591 USD. 15,8 Prozent der Familien und 20,5 Prozent der Bevölkerung lebten unterhalb der Armutsgrenze. Darunter waren 29,2 Prozent der Kinder und Jugendlichen unter 18 Jahren und 16,5 Prozent der Bewohner im Alter ab 65 Jahren.